# Bathyepsilonema drygalskii
Bathyepsilonema drygalskii är en rundmaskart som beskrevs av Steiner 1931. Bathyepsilonema drygalskii ingår i släktet Bathyepsilonema och familjen Epsilonematidae. Inga underarter finns listade i Catalogue of Life.